# Голокост в Україні

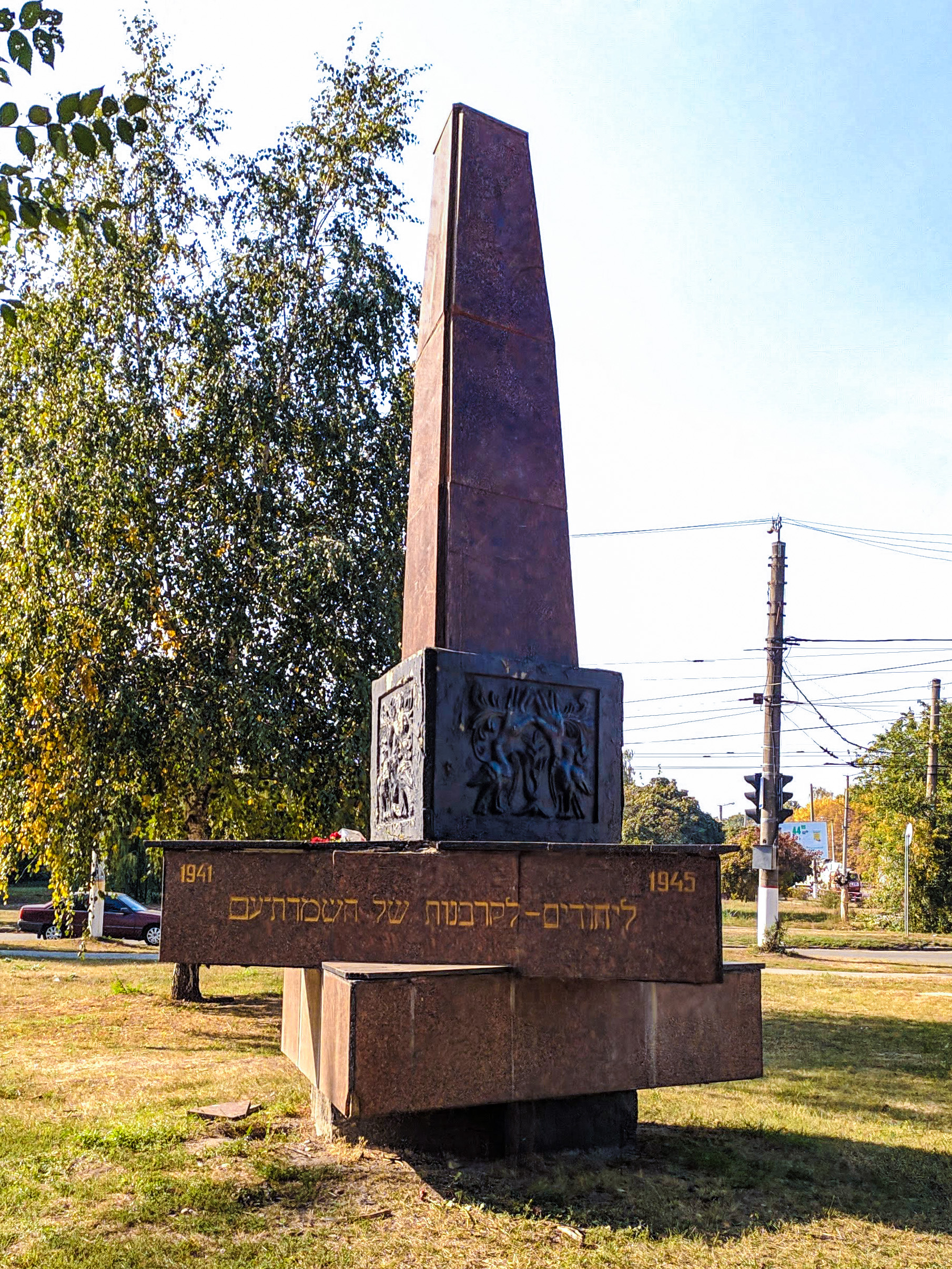
Пам'ятник євреям-жертвам фашизму у Кропивницькому

Голокост в Украї́ні — систематичне винищення євреїв на українських територіях, окупованих нацистською Німеччиною в 1941—1944 роках.

За період з 1941 до 1945 року на українських землях загинуло близько 6 000 000 цивільних осіб (українців та представників інших етносів), з яких близько 900.000 євреїв, що проживали в Україні.

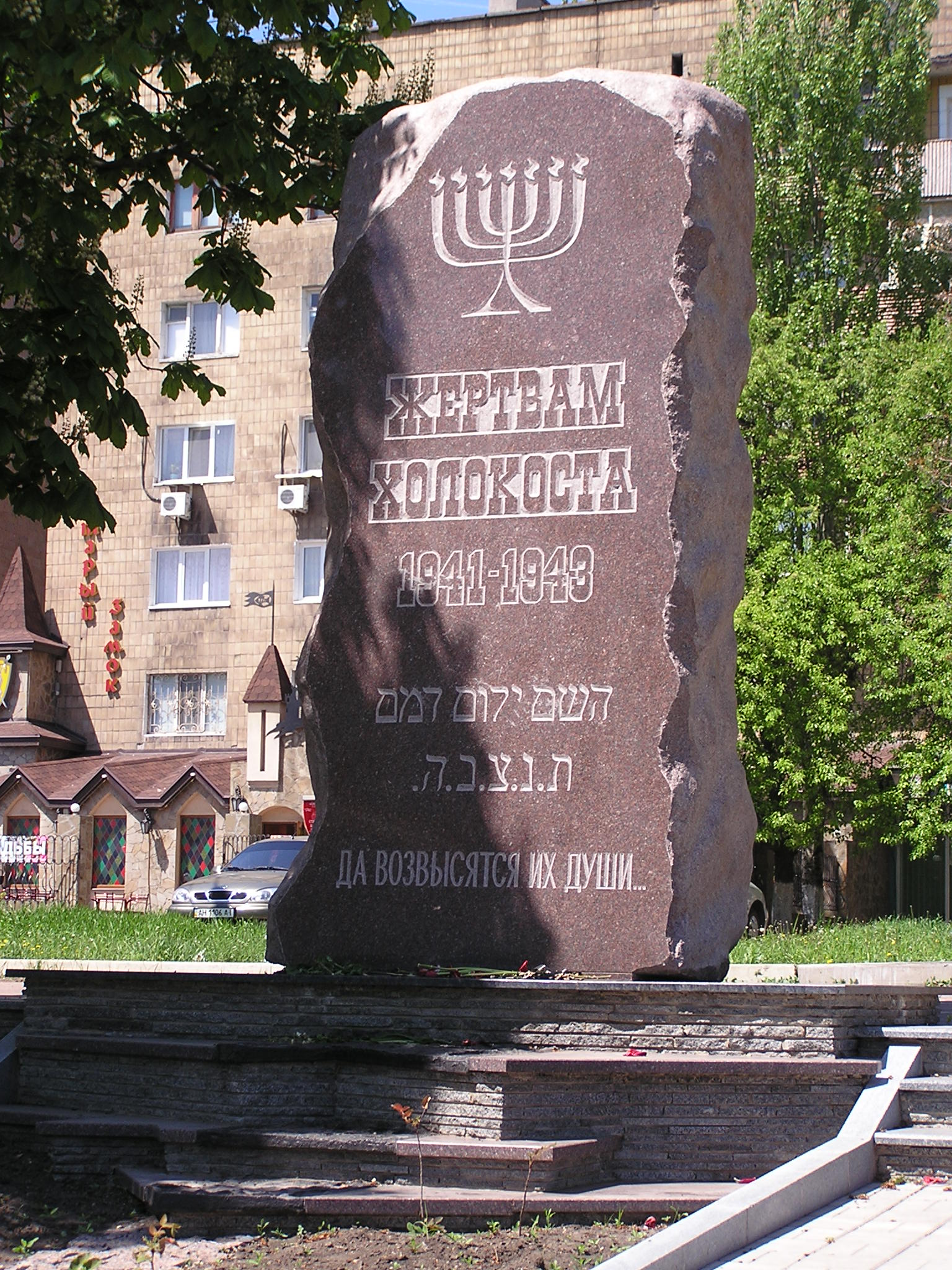
Пам'ятник жертвам Голокосту (Донецьк)

## Передісторія
Переважна більшість євреїв у Російській імперії проживала на українських, білоруських, литовських та польських землях унаслідок запровадженої російською владою дискримінаційної смуги осілості. Так, за даними словника «Голокост» за редакцією Вольфганга Бенца (див. Джерела), на 1941 рік в СРСР проживало близько 2 млн євреїв. За даними Франка Гольчевскі, на час окупації нацистами українських земель тут залишалося близько 1 млн євреїв, оскільки багато євреїв було вивезено в евакуацію за Урал, а чоловіки призовного віку потрапили в Червону армію.

## Історія
Винищення євреїв, яке вже тривало в Польщі та інших окупованих нацистами територіях, було розширене й на Україну одразу після вторгнення нацистських військ на територію СРСР 22 червня 1941 року. Айнзатцгрупи C (Північ) та D (Чорноморське узбережжя) проводили масові розстріли євреїв та комуністів Командування Вермахту вважало напад на СРСР особливою, ідеологічною війною, тож на його думку в цій війні дотримання правил міжнародного військового права було необов'язковим. Вермахт разом із деякими представниками місцевого населення окупованих територій надавав підтримку операціям айнзатцгруп. Зініційовані нацистами єврейські погроми, у яких брали участь місцеві жителі, зокрема погром у Львові на початку липня 1941 року, що тривав кілька днів й під час якого загинуло від двох до шести тисяч євреїв. Організаторами погрому виступали німецькі війська, деякі представники польського і українського населення теж брали участь у погромі.

Після погрому кінця червня, на початку серпня 1941 року, за свідченням ізраїльських та західних істориків, українська допоміжна поліція «відзначила» «день Петлюри», знищивши близько 5 000 львівських євреїв переважно з інтелігенції. Ці акції розглядалися нацистським керівництвом як «потяг до самоочищення» (вислів Гейдріха). За тими самими джерелами, у перші дні німецької окупації погроми відбулися в 58 українських населених пунктах, у ході яких загинули 24 000 євреїв. Ярослав Грицак стверджує, що за свідченням тих самих ізраїльських істориків, джерела про погроми та участь у них української допоміжної поліції «почасти однобічні, обтяжені емоціями та перебільшені». Проте, на його думку, певна тенденційність документів та досліджень на їхній основі не означає, що самі ці події вигадані, оскільки «надто багато є цих свідчень і надто часто вони повторюються».

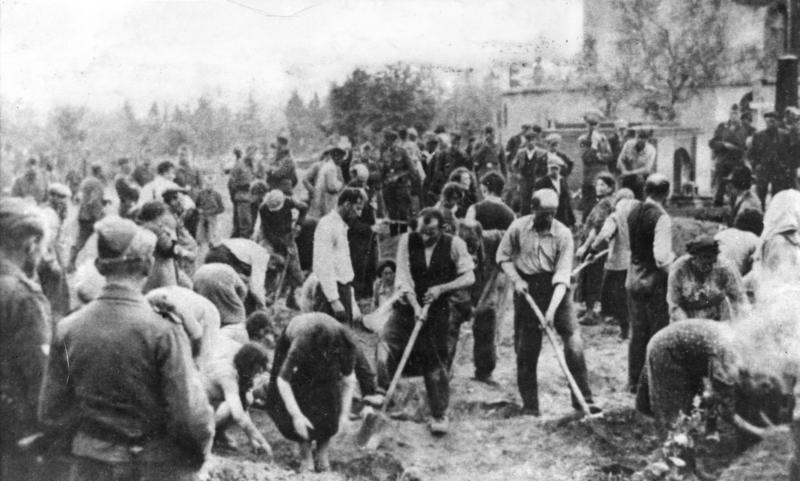
Українські євреї примушені копати власні могили, липень 1941 року, фото з Федерального архіву Німеччини.

### Біла Церква
У Білій Церкві між 8 і 19 серпня зондеркоманда 4а айнзатцгрупи C та Ваффен СС знищили декілька сотень дорослих євреїв. Діти вбитих євреїв спершу були зачинені в будинку на краю міста, 19 серпня частину дітей трьома вантажівками було вивезено за місто й розстріляно. Близько 90 дітей, починаючи від віку немовляти, залишилися без жодного утримання під охороною української допоміжної поліції. Німецький військовий пастор 295-ї піхотної дивізії проінформував штабного офіцера Гельмута Гроскурта про катастрофічний стан дітей. Гроскурт повідомив про ситуацію генерала-фельдмаршала Вальтера фон Райхенау. Гроскуртові була висловлена догана за недовиконання розстрілів євреїв. Усі єврейські діти за наказом офіцера СС були розстріляні українською допоміжною поліцією, оскільки той не хотів морально травмувати власних людей.

### Київ

Трупи, вириті на території Сирецького концтабору. 1943 рік

Оголошення в газетах, 27 вересня 1941
У Києві у відповідь на акти саботажу радянських партизанів 29—30 вересня 1941 року київські євреї були зібрані нацистами під приводом переселення й розстріляні в Бабиному Яру. За донесенням німецького офіцера Блоделя за два дні кількість знищених євреїв склала 33 771 особу.

### Миколаївська область
У жовтні 1941 року в селі Богданівка румунськими окупантами було створено табір знищення. У грудні 1941 року після спалаху епідемії тифу було вирішено знищити всіх в'язнів. Румунська влада (за деякими джерелами — за участю німецьких військ) почала масове вбивство євреїв 21 грудня 1941 року. Операцію знищення євреїв, приурочену до дня народження Сталіна, було названо «Подарунок Сталіну». В'язні були змушені копати голими руками ями в промерзлій землі й складати в них тіла щойно розстріляних або спалених живцем у сараях товаришів по ув'язненню. Кількість жертв, знищених у Доманівському районі, перевищує 115 000 чоловік, з них близько 55 000 — безпосередньо в Богданівці.

### Харків
24 жовтня 1941 року Харків був окупований Вермахтом.
Уже 5 грудня почався перепис населення міста, причому євреїв заносили в особливі «жовті» списки, куди були занесено 10271 ім'я харківських євреїв, серед яких більше 75 % становили жінки, діти й люди похилого віку.. 14 грудня 1941 року за наказом військового коменданта міста генерала Путкамера всіх євреїв у дводенний термін зобов'язали переселитися в район ХТЗ. У робітничих бараках, що залишилися після будівництва заводу, було організоване єврейське гетто. За свідченнями джерел, щодня з гетто виводили групи по 250—300 чоловік, яких вели на розстріл у Дробицький Яр. Уже на початку 1942 року харківське гетто припинило своє існування. Також у яру розстрілювали полонених червоноармійців і психічно хворих людей. Усього, за даними Державного архіву Харківської області, було розстріляно близько 16 000 — 20 000 чоловік..

### Галичина
У Генеральній губернії, до якої входила Східна Галичина, нацисти переселили євреїв у гетто, звідки їх за винятком невеликої групи, що опинилася в трудових таборах, незабаром доправили в табори смерті Собібор та Белжец, де й знищили. У перші дні окупації деякими містами Галичини прокотилась хвиля єврейських погромів. Зокрема  при участі  німців та місцевого населення відбувся масовий погром у Львові. На території рейхскомісаріату Україна (Волинь, Поділля і згодом уся Центральна Україна до Дніпра), що формально був підпорядкований Розенбергу та водночас східнопруському гауляйтеру Еріху Коху в перший рік окупації проводилися масові розстріли євреїв. Пізніше проводилися систематичні акції з розшуку євреїв, що ще залишились і переховувалися.

### Кам'янець-Подільський
Коли німецькі й угорські війська в липні 1941 року ввійшли до Кам'янця-Подільського, там проживало 12 000 євреїв, проте до серпня за рахунок євреїв, висланих угорською окупаційною владою з Карпатської України їхня кількість збільшилася до 26 000. З 26 до 28 серпня 1941 року за наказом обергрупенфюрера СС Фрідріха Єкеля було знищено 23 600 євреїв.

### Зона румунської окупації

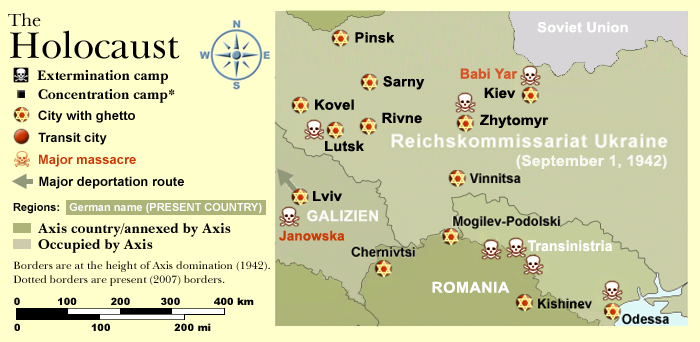
Голокост в Україні, мапа

Буковина, Бессарабія та Придністров'я перейшли під владу Румунського королівства. Тут в 1941 році також проводилися масові вбивства. Наприклад, в Одесі після замаху 22 жовтня 1941 року, під час якого загинули 60 румунських і німецьких військовиків, румунським генералом Іоном Антонеску був відданий наказ за кожного вбитого солдата знищити 100 комуністів та за кожного вбитого офіцера — 200 комуністів. Водночас із кожної єврейської родини було взято по одному заложнику. Усіх затриманих євреїв було доправлено в Дальник, де загалом було знищено не менше 18 000 євреїв. Побоїще вдалося припинити після втручання бургомістра Одеси. Потім аж до приходу Червоної армії євреї, що залишилися, перебували в гетто. Румунська влада в грудні 1941 року зареєструвала 44 417 євреїв, у листопаді 1943 року в Одесі залишилося 60 євреїв.

### Зона угорської окупації
Євреї в анексованій Угорщиною Карпатській Україні, як і більшість угорських євреїв, були вивезені в 1944 році до табору смерті Освенцім і в переважній більшості негайно по прибуттю в табір знищені в газових камерах.

## Місця з найбільшою кількістю вбивств євреїв в Україні
Київ: Бабин Яр — близько 100 тисяч чоловік; Сирецький концентраційний табір — від 25 тисяч.
Одеса (Голокост в Одесі):
Богданівка (Доманівський район) — Кількість жертв, страчених у Доманівському районі, перевищує 115 тис., з них близько 55 тисяч — безпосередньо в Богданівці .
Львів: Лисиницький ліс — 100 000 жертв; концтабір «Цитадель» — 42 000 жертв; Янівський концтабір — 160 000 жертв.
Харків: (Дробицький Яр) — … жертв.
Житомир: (Богунський ліс …) — … жертв.
Дніпро: Лісопарк біля Транспортного інституту — понад 11 тисяч жертв.
Кривий Ріг (Чорногорська трагедія) — понад 7000 жертв.

### Статистика
| Прапор | Регіон                    | Жертви (Центр БЯ) |
| ------ | ------------------------- | ----------------- |
|        | Автономна Республіка Крим | 27 000            |
|        | Вінницька область         | 157 000           |
|        | Волинська область         | 109 000           |
|        | Дніпропетровська область  | 35 000            |
|        | Донецька область          | 16 000            |
|        | Житомирська область       | 55 000            |
|        | Закарпатська область      | 100 000           |
|        | Запорізька область        | 10 000            |
|        | Івано-Франківська область | 132 000           |
|        | Київська область          | 60 000            |
|        | Кіровоградська область    | 10 500            |
|        | Луганська область         | 2 000             |
|        | Львівська область         | 302 000           |
|        | Миколаївська область      | 23 000            |
|        | Одеська область           | 117 000           |
|        | Полтавська область        | 10 000            |
|        | Рівненська область        | 95 000            |
|        | Сумська область           | 3 000             |
|        | Тернопільська область     | 132 000           |
|        | Харківська область        | 12 500            |
|        | Херсонська область        | 18 000            |
|        | Хмельницька область       | 115 000           |
|        | Черкаська область         | 20 000            |
|        | Чернівецька область       | 11 000            |
|        | Чернігівська область      | 4 000             |
| Усього | Усього                    | 1 580 000         |

## Участь українців в антиєврейських акціях
Доволі дражливим є питання участі українців в антиєврейських акціях нацистської окупаційної влади. На Заході та в Ізраїлі закоренилося уявлення, що в Україні, як і в сусідніх Польщі та Румунії, здавна поширений «антисемітизм особливої жорстокості», нібито навіть більший за той, що його виявило населення нацистської Німеччини. Російські історики також зазвичай закидають насамперед українським націоналістам відкриту колаборацію з нацистами та участь у масовому винищенні євреїв. Українські історики намагаються спростувати такі оцінки як, на їхній погляд, велике перебільшення.
Водночас у секретних німецьких донесеннях часто з розчаруванням згадувалося про те, що українці не підтримують акцій проти євреїв. «Майже ніде населення не було втягнено в дії проти євреїв», — йдеться в одному з донесень нацистської окупаційної влади. В іншому донесенні писалося: «Антисемітизму расистського та ідеологічного характеру в населення майже немає» та «…для репресій проти євреїв українському населенню бракує як верховодів, так і духовного запалу». Проте в перші місяці окупації німці намагалися створити враження, що масові страти євреїв є суто українською справою. Мовляв, то була реакція місцевого населення на столітнє гноблення українців євреями.
На думку Ярослава Грицака правда лежить десь посередині. Він уважає, що для виходу із цього замкненого кола забобонів та взаємної недовіри слід визнати факт, що «певна частина українського суспільства справді співпрацювала з німцями й допомагала їм у винищенні єврейського населення». Для організації та участі в екзекуціях нацисти використовували так звану допоміжну поліцію із числа місцевих жителів, що виконувала згадані функції не лише на українській території, але й у білоруських, польських і литовських гетто. Українські поліцаї були охоронцями в концентраційних таборах.
Між українськими та єврейськими істориками триває дискусія про те, наскільки масовою була участь українців в антиєврейських акціях. Одні історики відстоюють думку, що це була маргінальна група злочинців та пристосуванців, тоді як історики з протилежного табору вважають, що антисемітизм був властивий більшості населення України
Ярослав Грицак уважає, що «стверджувати, ніби всі українці були антисемітами, так само несправедливо, як звинувачувати всіх євреїв у злочинах більшовицької влади».
Роль ОУН у репресіях проти євреїв під час німецької окупації до кінця не досліджена й наразі трактується досить суперечливо. У програмних постановах II (Краківського) Великого збору ОУН-б, прийнятих у квітні 1941 року, засуджувалися погроми проти євреїв, оскільки вони відволікають від справжнього ворога — більшовицького режиму. Водночас у документах збору було твердження про те, що «євреї є найвідданішою опорою і авангардом московського імперіалізму в Україні». За свідченнями польських істориків, бандерівці співпрацювали з айнзатцгрупами: передавали списки євреїв та брали участь в акціях винищення. Водночас західні історики, а також історики з Ізраїлю й України, цитують повідомлення німецьких джерел, що «бандерівці» в Центральній та Східній Україні займалися порятунком євреїв, зокрема давали їм фальшиві паспорти. Ярослав Грицак закидає керівникам ОУН дотримання позиції недомовляння щодо антиєврейських акцій: «Українське націоналістичне підпілля за весь час німецької окупації не видало жодного політичного документа, що засуджував би винищення єврейського населення». Хоча існують свідчення, що Роман Шухевич, очоливши українське націоналістичне підпілля, видав наказ своїм офіцерам не брати участі в акціях проти євреїв.

## Порятунок євреїв українцями
Багато українців, ризикуючи життям, рятували євреїв від знищення. Єврейському меморіальному музеєві Яд Вашем та ентузіастам удалося встановити 2 363 прізвища рятівників-українців, які одержали почесне звання «Праведник народів світу»

Вовчук Іван Федорович'. 1998 р. отримав звання Праведник народів світу.

Відомий випадок, коли в Галичині було страчено 100 українців за те, що вони намагалися порятувати євреїв. Були випадки, коли вся громада села рятувала єврейські родини. Окремі організації, що співпрацювали з німцями, також намагалися допомогти євреям. У листопаді 1941 року Український крайовий комітет у Львові надіслав німецькій владі меморандум із протестом проти організації гетто у Львові. Цим же комітетом був створений українсько-польсько-єврейський координаційний орган для допомоги ув'язненим.
Член ОУН-б Іван Равлик, який займався організацією поліції на Львівщині, різко виступав проти єврейських погромів, за що разом із родиною був страчений гестапо. Йому інкримінувалася відмова від співпраці на антипольському та антиєврейському напрямку.
Багато для порятунку євреїв зробила Українська греко-католицька церква. Греко-католицькі священники вихрещували євреїв, щоб дати їм християнські посвідчення. Ченці-студити та василіяни переховували в монастирях сотні євреїв. Порятунком євреїв займалися також деякі православні священники, а також секти баптистів та адвентистів сьомого дня.
Активно протистояв винищенню євреїв Митрополит Андрей Шептицький. Він надіслав відкритий лист до Гіммлера з протестом проти винищення євреїв та залучення до цих акцій української допоміжної поліції. Шептицький був єдиним священником такого рангу в окупованій Європі, який виступив на захист євреїв. На це не спромігся навіть тодішній папа римський Пій XII. У листопаді 1942 року Шептицький видав пасторського листа «Не убий», що засуджував будь-які види вбивства, але насамперед із політичною чи ідеологічною метою, як то було у випадку з євреями. За згодою Шептицького значна кількість євреїв переховувалась у греко-католицьких монастирях і навіть у митрополичій резиденції. Шептицький наказав сховати понад 300 єврейських дітей та цінні єврейські документи. У рятуванні євреїв йому допомагали, серед інших, сестра Йосифа Вітер (1946 її ув'язнено комуністичним режимом загалом на 30 років) і рідний брат Климент (37 євреїв; на фабриці взуття, яка належала студитам, — ще 16 євреїв; арештований радянським режимом 1947).

## Архівні матеріали
На Офіційному вебпорталі Державної архівної служби України «Архіви України» у вільному доступі розміщені історичні документи на тему Голокосту в Україні. Матеріали про Голокост представлено в рамках Документальної онлайнової виставки з нагоди церемонії підписання Договору про співпрацю між Державним комітетом архівів України та Меморіальним музеєм Голокосту США 29 березня 2005 та інших онлайнових виставок.
- Антисемітська пропаганда на окупованій території України. 1941—1944. З колекції Науково-довідкової бібліотеки центральних державних архівів України [Архівовано 29 травня 2010 у Wayback Machine.]
- Життя і смерть в Україні під нацистською владою. 1941—1944. З фондів Центрального державного архіву вищих органів влади та управління України [Архівовано 15 квітня 2010 у Wayback Machine.]
- Окупація. Голокост: Фотодокументи Центрального державного кінофотофоноархіву України ім. Г. С. Пшеничного [Архівовано 16 квітня 2010 у Wayback Machine.]
- Трагедія Бабиного Яру [Архівовано 9 липня 2011 у Wayback Machine.]
- Окупація. 1941—1944: Невідома війна невідоме життя — Щоденний побут. Руїна. Голокост [Архівовано 24 травня 2011 у Wayback Machine.]
- holocaust.ioso.ru Сайт із матеріалами про голокост
- ushmm.org Сайт із матеріалами про голокост [Архівовано 19 листопада 2015 у Wayback Machine.] (російською [Архівовано 2 лютого 2012 у Wayback Machine.])

### Англійською
- Shmuel Spector, The Holocaust of Volynian Jews 1941—1944, Jerusalem, 1990.
- Peter J. Potichnyj, Howard Aster, Ukrainian-Jewish Relations in Historical Perspective, Edmonton, 1989.

### Німецькою
- Dieter Pohl, Nationalsozialistische Judenverfolgung in Ostgalizien 1941—1944, München, 1996.
- Gert Robel, «Sowjetunion» // Dimention des Völkermords. Die Zahl der jüdische Opfer des Nationalsozialismus, München, 1991.
- Hansjakob Stehle, Der Lemberger Metropolit Scheptyckyj und die nationalsozialistische Politik in der Ukraine, Vierteljahrsheft für Zeitgeschichte 34, 1986, S. 407—425.

### Російською
- А. Круглов. Трагедия Бабьего Яра в немецких документах. — Днепропетровск: Центр «Ткума», ЧП «Лира», 2011. — 140 с.
- Арад А. Катастрофа евреев на оккупированных территориях Советского союза (1941—1945). — Днепропетровск: Центр «Ткума»; М.:Центр «Холокост», 2007. — 816 с.
- Круглов А. И. Потери евреев Украины в 1941—1944 гг. — Харьков: Тарбут Лаам, 2005. — 376 c.
- Круглов А. Хроника Холокоста в Украине. 1941—1944 гг. — Днепропетровск: Центр «Ткума»; Запорожье: Премьер, 2004. — 208 с.
- Холокост в Украине : Рейхкомиссариат «Украина». Губернаторство «Транснистрия» / Александр Круглов, Андрей Уманский, Игорь Щупак. — Днипро : Укр. ин-т изучения Холокоста «Ткума» : Лира, 2016. — 563 с. : ил., табл., карта. — (Академическая серия «Украинская библиотека Холокоста»). — Библиогр. в подстроч. примеч. — ISBN 978-966-383-783-3
- Я. Хонигсман. Катастрофа Львовского еврейства. — Львів, 1993.

### Українською
- Голокост у Дніпропетровську / [М.В. Стрільчук, В.Г. Рибалка, Є.А. Врадій, Д.В. Шаталов]. — Дніпро : Ткума : Ліра, 2017. — 256 с. — (Українська б-ка Голокосту). — ISBN 966-981-000-7.
- Є.Наконечний. Голокост у Львові // Віче. — 1992. — No 14.
- М. Коваль, Нацистський геноцид щодо євреїв та українське населення. // Український історичний журнал — 1992 — № 2.
- М. Попович, Єврейський геноцид в Україні історія та уроки. // Філософська та соціологічна думка. — 1994 — № 5—6
- А. Подольський, Нацистський геноцид щодо єврейського народу України. 1941—1944. Дисертація кандидата історичних наук — Київ, 1997
- Ж. Ковба, Людяність у безодні пекла, Поведінка місцевого населення Східної Галичини в роки «остаточного розв'язання єврейського питання», Київ: Інститут юдаїки, 1998 — 268 с.
- Єлисаветський С. Я., Катастрофа і опір українського еврейства (1941—1944): нариси з історії Голокосту і опору в Україні, Інститут політичних і етнонаціональних досліджень НАН України, 1999 — 423 с.
- Довідник про табори, тюрми та гетто на окупованій території України (1941—1944) / Упоряд. М. Г. Дубик. — К., 2000. — 320 с.
- Гон М., Голокост на Рівненщині (документи і матеріали). — Дніпропетровськ: Центр «Ткума»; Запоріжжя: Прем'єр, 2004. — 119 с. ISBN 966-685-138-5
- Кабанчик І.Б. Історія скорботи і героїзму: Методичний посібник з історії Голокосту для вчителів загальноосвітніх шкіл. —  Дніпропетровськ: Центр «Ткума»; Запоріжжя: Прем'єр, 2004. — 96 с.
- Єврейський опір в Україні в період Голокосту: Збірник наукових статей / За ред. М. Тяглого. — Дніпропетровськ: Центр «Ткума», 2004. — 376 с.
- Мирський Р. Я., Голокост в Україні в регіональному і загальнолюдському вимірі, Львів: Видавництво університету «Львівська політехніка», 2005. — 199 с.
- О. М. Гончаренко, Голокост на території Київщини: загальні тенденції та регіональні особливості (1941 — 1944 рр.): Автореф. дис… канд. іст. наук: 07.00.01 /; Черкас. нац. ун-т ім. Б.Хмельницького. — Черкаси, 2005. — 20 с. Онлайн
- Марко Царинник: «Золочів мовчить» // Критика. 2005. № 10.
- Щупак І. Голокост в Україні: пошуки відповідей на питання історії. Навчальний посібник для старших класів загальноосвітніх навчальних закладів. — Дніпропетровськ: Центр «Ткума», 2005. — 148 с.
- Адам А., Зейкан Ю., Навроцька Е. Білий камінь з чорної катівні: Голокост ромів Закарпаття. — Ужгород: Видавництво Олександри Гаркуши, 2006. — 146 с.: іл.
- Сугацька Н. В. Геноцид проти єврейського населення Півдня України в роки німецько-румунської окупації (1941—1944 рр.). Дис. на здоб. наук. ступ. канд. істор. наук за спец. 07.00.01 (Історія України). — Миколаїв: Миколаïвський державний університет, 2006. — 189 с. Рецензія онлайн
- О. В. Гісем, О. О. Мартинюк, Голокост в Україні (1941—1944) : словник-довідник, Український центр дослідження Голокосту, Видавництво Сфера, 2007 — 92 с. ISBN 966-8782-40-2
- Подольський А. Ю. Уроки минулого: Історія Голокосту в Україні. Навч. посібник / Музей «Будинок Анни Франк», Укр. центр вивчення історії Голокосту. — К.: «Сфера», 2007. — 100 с.: іл. — (Серія «Українська бібліотека Голокосту») — ISBN 966-8782-41-0.
- Шитюк М. М., Геноцид проти євреїв Південної України в роки німецько-румунської окупації (1941—1944), Миколаїв, 2008. — 153 с. ISBN 978-966-8592-53-9
- Омер Бартов, Стерті. Зникаючі сліди євреїв Галичини в сучасній Україні / Переклад з англійської Сергія Коломійця. — Київ: Українській центр вивчення історії Голокосту; «Зовнішторгвидав України», 2010. — 300 с.
- Патрік Дебуа. Хранитель спогадів. Кривавими слідами Голокосту К.: Дух і Літера, 2011. — 336 с., з іл. ISBN 978-966-378-214-0  [Архівовано 11 жовтня 2016 у Wayback Machine.]
- Хруслінська І., Тима П. Діалоги порозуміння. Українсько-єврейські взаємини. — К.: Дух і літера; Дніпропетровськ: Центр «Ткума», 2011. — 328 с.
- Анна Вероніка Вендланд, Митрополит. Есе про Андрея Шептицького, in: Діалог над кордоном — Gespräch über Grenzen. (="Ї" Незалежний культурологічний журнал. Львів/Freiburg Nr. 11 (1997)), 106—115 Текст онлайн на сайті часопису «Ї») [Архівовано 10 квітня 2014 у Wayback Machine.]
- Шоа в Україні: історія, свідчення, увічнення. — Київ: Дух і Літера, — 2015. — 520 c. з іл.
- Проблеми історії Голокосту: науковий журнал. — №№1—8. — 2002—2015.  [Архівовано 28 серпня 2016 у Wayback Machine.]
- Праведники світу та інші рятівники під час Голокосту: приклад України в порівняльному контексті: збірка наукових статей. — Дніпропетровськ: Інститут «Ткума», 2015. — 200 с.  [Архівовано 21 вересня 2016 у Wayback Machine.]
- Давлєтов О. Підготовка «покоління вовків»: вишкіл майбутніх виконавців Голокосту (Нариси молодіжної політики НСДАП в 1922-1939 рр.) - Дніпропетровськ: Інститут «Ткума», 2015. — 280 с.  [Архівовано 8 листопада 2015 у Wayback Machine.]
- Шлях до Аушвіцу: Голокост на Закарпатті : [монографія] / Ю. В. Славік. — Дніпро : Ткума, 2017. — 156 с. — ISBN 966-383-983-7.